# Битва під Мюльбергом (1547)
Битва під Мюльбергом — вирішальна битва Шмалькальденської війни.У битві під Мюльбергом армія імператора Карла V розбила 24 квітня 1547 року війська Шмалькальденського союзу. Один з предводителів союзу саксонський курфюрст Іоганн-Фрідріх потрапив у полон. З перемогою в битві  Шмалькальденська війна була виграна імператором.

## Хід битви

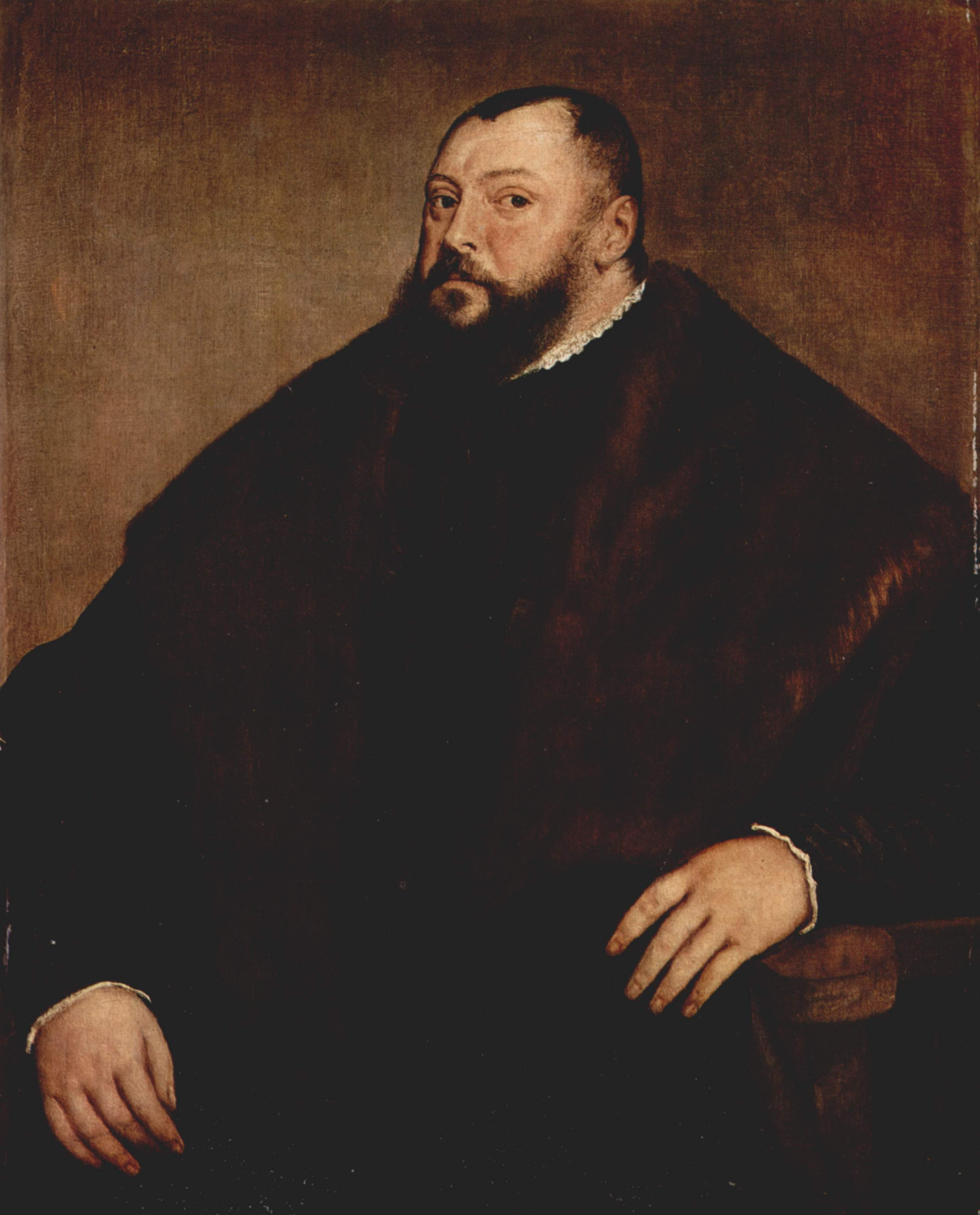
Тіціан, «Портрет Йоганна Фрідріха Саксонського», бл. 1550. Музей історії мистецтв, Відень. За свідченнями істориків головнокомандувач військами союзу був настільки важким, що не кожен кінь міг його нести й він часто був змушений пересуватись у візку, командуючи військами

Протестантські війська числом 7000 солдат під командуванням курфюрста Іоганна-Фрідріха Саксонського були захоплені зненацька у своєму польовому таборі поблизу Мюльберга. Вони знаходились на північ від Ельби на марші від Майсена через Мюльберг і Торгау до Віттенберга. Вранці 24 квітня вони готувались продовжити рух в напрямку Віттенберга. Лише декілька вартових й гарматних розрахунків захищали табір з боку Ельби, не очікуючи форсування річки імператорськими військами.
Карл виїхав пізно вночі зі своїм братом та Морицом Саксонським до річки, щоб обстежити берег на предмет можливої переправи. Ельба мала в цьому місці ширину в 300 кроків, а протилежний берег був значно вищим за той, де знаходився Карл зі свитою. Тим часом герцог Альба, що помчав вперед, повернувся з молодим селянином, який із помсти курфюрсту Іоганну-Фрідріху, який забрав у нього двох коней, обіцяв вказати іспанській армії  брід, де могла б пройти кавалерія. Мориць пообіцяв йому за цю послугу двох коней і сто крон на додаток.
Дочекавшись світанку, під прикриттям щільного туману, іспанці почали переправлятись на протилежний берег, але зустріли вогонь супротивника. Становище ускладнювалось тим, що стоячи у воді, вони практично не могли вести вогонь у відповідь. На вигук імператора про те, що було б чудово захопити човни, котрі стояли на ворожому березі, відгукнулось багато іспанців. Оволодівши човнами після короткої сутички із саксонцями вони переправили їх на свій берег, де негайно було споряджено загін для захоплення плацдарму для подальшого наступу. Одночасно через річку стали переправлятись вершники. Невдовзі із захоплених човнів було споруджено понтонний міст, яким на протилежний берег переправилась решта армії Карла V.
Була неділя, й курфюрст, який нічого не підозрював, з більшістю офіцерів брав участь у євангелічному богослужінні в одному з наметів. Марно йому намагались доповісти, що ворог переправився через Ельбу й розгортає бойові порядки, готуючись до битви. Лише після закінчення меси він вирушив назустріч іспанським військам.
Зав'язалась битва. Курфюрст, армія якого значно поступалась чисельністю 17.000 піхотинців й 10.000 вершників супротивника, сподівався дочекатись вечора й під пологом темряви відступити до укріплених міст Торгау або Віттенберга. Але протестантські війська були розгромлені армією Карла V до смеркання.
У невеликому лісі поблизу Фалькенберга іспанські та угорські гусари разом із неаполітанським важкими вершниками оточили курфюрста. Він захищався, бився сміливо, був поранений ударом шаблі в обличчя, взятий у полон і представ спочатку перед герцогом Альбою і, нарешті, перед імператором.

## Наслідки битви
Поразка під Мюльбергом означала розгром Шмалькальденського союзу. Капітуляція у Віттенберзі 19 травня 1547 року поклала край Шмалькальденській війні. Іоганн-Фрідріх втратив титул курфюрста й більша частина його земель відійшла до союзника Карла V герцога Моріца Саксонського. Володіння Ернестинської лінії залишались тільки в Тюрінгії.

## В мистецтві

«Імператор Карл V у битві під Мюльбергом».
Тиціан, 1548, Прадо

Битва під Мюльбергом увіковічена в одному з найвеличніших творів Тиціана — «кінному портреті Карла V». Карл, в обладунках, верхи на бойовому коні, прикрашеному чепраком й коштовною збруєю, постає єдиним переможцем на полі бою. У правій руці він тримає списа, захід сонця палає за його спиною, день підійшов до завершення, битву закінчено. Сама сцена бою відсутня на картині.
За зовнішньою простотою композиції приховується складна символіка, що представляє Карла з одного боку як лицаря-хрестоносця, з іншого ж як спадкоємця традицій Римської імперії. В композиції полотна проглядається вплив римської кінної статуї імператора Марка Аврелія.
Обладунки імператора, зображені на полотні, можна побачити у Королівській палаті зброї в Мадриді.